# Eurocon 1974
Eurocon 1972, acronim pentru Convenția europeană de science fiction din 1972, a doua de acest fel, a avut loc la Grenoble în Franța.